# 25233 Tallman
25233 Tallman è un asteroide della fascia principale. Scoperto nel 1998, presenta un'orbita caratterizzata da un semiasse maggiore pari a 3,0009962 UA e da un'eccentricità di 0,1028021, inclinata di 10,05867° rispetto all'eclittica.